# Siadougou
Siadougou è un comune rurale del Mali facente parte del circondario di San, nella regione di Ségou.
Il comune è composto da 20 nuclei abitati:
- Bablé-Wèrè
- Bananikélé
- Dionkasso
- Djéguéna
- Dougoubala
- Garangata
- Gniné
- Kakoun-Mankoye
- Kama-Bambara
- Kama-Marka

- Kolébougou
- Kouan
- Koungota
- Moribougou
- N'Djébala
- N'Dongosso
- Nabasso
- Pélingana
- Siella (centro principale)
- Tabara